# Mulciber maculosus
Mulciber maculosus är en skalbaggsart som beskrevs av Stefan von Breuning 1939. Mulciber maculosus ingår i släktet Mulciber och familjen långhorningar. Inga underarter finns listade i Catalogue of Life.